# Dothiorella ellisii
Dothiorella ellisii är en svampart som beskrevs av Arx 1957. Dothiorella ellisii ingår i släktet Dothiorella och familjen Botryosphaeriaceae.   Inga underarter finns listade i Catalogue of Life.